# 新善光寺 (京都市東山区)
新善光寺（しんぜんこうじ）は、京都市東山区にある真言宗泉涌寺派の寺院。泉涌寺の塔頭のひとつで、本尊は阿弥陀如来。泉山七福神巡り番外（愛染明王）札所。

## 歴史
寛元元年（1243年）8月、後嵯峨天皇の御願寺として値願念西が勧進して一条大宮の地に創建された。勅命によって大工藤井為行、小工沙弥教弘らが信濃国善光寺本尊と同体の阿弥陀如来立像を鋳造して本尊とし、新善光寺と名付けられた。
南北朝時代から室町時代に入ると庶民の崇敬を受けて寺は栄えた。しかし応仁の乱で灰燼に帰すると文明5年（1473年）に泉涌寺山内に移った。孤雲正瑞の再興により現域に落着くのは江戸時代の寛文年間（1661年～1673年）である。

## 住所
- 京都府京都市東山区泉涌寺山内町31

- 京都市営バス泉涌寺道バス停から徒歩約10分